# Atlantic City Open 2003
L'Atlantic City Open 2003 è stato un torneo di tennis facente parte della categoria ATP Challenger Series nell'ambito dell'ATP Challenger Series 2003. Il torneo si è giocato a Atlantic City negli Stati Uniti dal 9 al 14 giugno 2003 su campi in cemento.

## Vincitori

### Singolare
Björn Rehnquist ha battuto in finale  Jeff Salzenstein con il punteggio di 6–4, 6–4

### Doppio
Tripp Phillips /  Ryan Sachire hanno battuto in finale  Brandon Coupe /  Paul Goldstein con il punteggio di 7–5, 6–3